# Roumbou I
Roumbou I è un comune rurale del Niger facente parte del dipartimento di Dakoro nella regione di Maradi.